# Piz Quattervals
De Piz Quattervals is een berg in het kanton Graubünden, Zwitserland. Vertaald uit het Rhaetoromaanse Vallader dialect is de naam van de berg Vierdalentop. Met zijn hoogte van 3156 meter is de berg een van de hoogste toppen van het Zwitserse nationale park. 
Als uitgangspunt voor een beklimming van de berg dient de berghut Chamanna Cluozza, te bereiken vanuit het dorp Zernez. Van de hut uit voert de enige gemarkeerde route naar de top van de berg.